# Atrichopogon helles
Atrichopogon helles är en tvåvingeart som beskrevs av Meillon och Wirth 1983. Atrichopogon helles ingår i släktet Atrichopogon och familjen svidknott. Inga underarter finns listade i Catalogue of Life.